# آیزاک دیزریلی
آیزاک دیزریلی (انگلیسی: Isaac D'Israeli؛ ۱۱ مهٔ ۱۷۶۶ – ۱۹ ژانویهٔ ۱۸۴۸) نویسنده اهل بریتانیا بود. او بین سال‌های ۱۷۸۲ تا ۱۸۴۸ میلادی فعالیت می‌کرد.
آیزاک در انفیلد تاون، انگلستان متولد شد. تنها فرزند بنجامین دیزریلی (۱۷۳۰-۱۸۱۶) تاجر یهودی بود که همراه همسر دوم خود، سارا سایپرت از سنتو ایتالیا در سال ۱۷۴۸ مهاجرت کرده بود. دیزریلی بیشتر تحصیلات خود را در لیدن انجام داد. و در سن شانزده سالگی کار ادبی خود را آغاز کرد. او تعداد انگشت‌شماری اقتباس انگلیسی از داستان‌های عامیانهٔ خاورمیانه و چند شرح حال تاریخی نوشت، و تعدادی شعر منتشر کرد. در سال ۱۸۴۱، نابینا شد و با عمل جراحی هم، بینایی خود را بازنیافت. دیزریلی نوشتن را با دخترش به عنوان منشی ادامه داد. و در ۸۱ سالگی بر اثر آنفلوانزا در خانه‌اش در باکینگهام‌شر درگذشت.